# 马六甲动物园

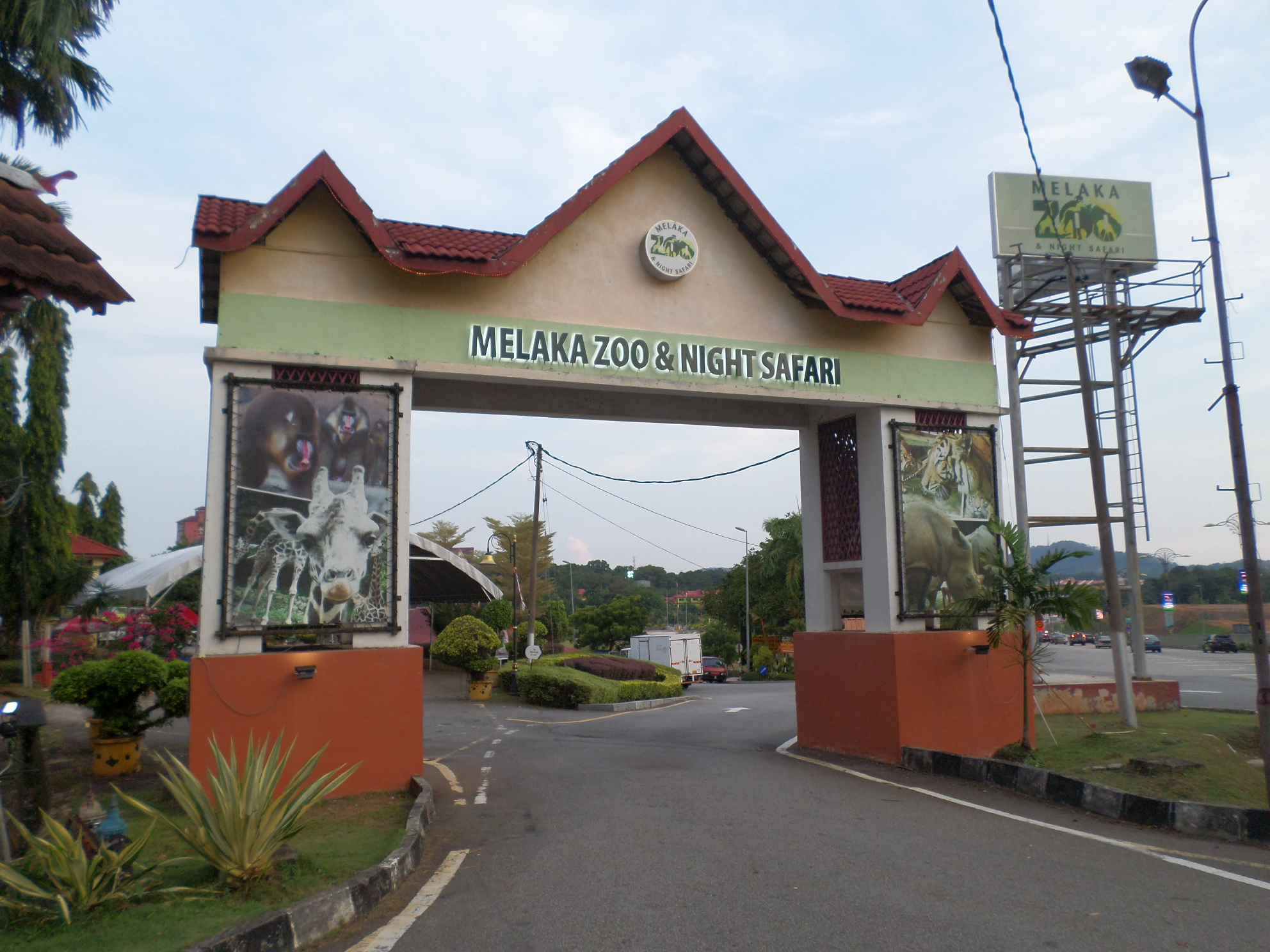
马六甲动物园

马六甲动物园（英語：Malacca Zoo）是一个占地54英亩（22公顷）的动物园。

## 历史
位于马来西亚马六甲爱极乐。拥有超过1200只动物，包括215种鸟类、两栖动物、爬行动物和哺乳动物。该动物园是马来西亚第二大动物园，仅次于马来西亚国家动物园，两者均成立于1963年。最初由马六甲州政府拥有，但于1979年由马来西亚野生动物和国家公园局（Department of Wildlife and National Parks，DWNP）接管，后于1987年8月13日由时任首相马哈迪·莫哈末宣布向公众开放。